# Lista över stråkkvartetter av Joseph Haydn
Joseph Haydn skrev sammanlagt 83 stråkkvartetter.
Här är en lista över samtliga, numrerade enligt Hoboken-förteckningen där stråkkvartetterna utgör grupp III.

## Opus 1 (1762–64)[1]
- Hob.III:1 – Nr 1 i B-dur (Jaktkvartetten), op.1:1
- Hob.III:2 – Nr 2 i E-dur, op.1:2
- Hob.III:3 – Nr 3 i D-dur, op.1:3
- Hob.III:4 – Nr 4 i G-dur, op.1:4
- Hob.III:5 – Kvartett i Ess-dur, op.1:5 (en variant av Symfoni A, Hob.I:107)
- Hob.III:6 – Nr 6 i C-dur, op.1:6

## Opus 2 (1763–65)
- Hob.III:7 – Nr 7 i A-dur, op.2:1
- Hob.III:8 – Nr 8 i E-dur, op.2:2
- Hob.III:9 – Kvartett i Ess-dur, op.2:3 (arrangemang av Kassation i Ess-dur, Hob.II:21)
- Hob.III:10 – Nr 9 i F-dur, op.2:4
- Hob.III:11 – Kvartett i D-dur, op.2:5 (arrangemang av Kassation i D-dur, Hob.II:22)
- Hob.III:12 – Nr 10 i B-dur, op.2:6

## Opus 3 (tveksamma)
Dessa kvartetter anses numera vara skrivna av Roman Hoffstetter.
- Hob.III:13 – Kvartett i E-dur, op.3:1
- Hob.III:14 – Kvartett i C-dur, op.3:2
- Hob.III:15 – Kvartett i G-dur, op.3:3
- Hob.III:16 – Kvartett i B-dur, op.3:4
- Hob.III:17 – Kvartett i F-dur, op.3:5
- Hob.III:18 – Kvartett i A-dur, op.3:6

## Opus 9 (1771)
- Hob.III:22 – Nr 11 i d-moll, op.9:4
- Hob.III:19 – Nr 12 i C-dur, op.9:1
- Hob.III:21 – Nr 13 i G-dur, op.9:3
- Hob.III:20 – Nr 14 i Ess-dur, op.9:2
- Hob.III:23 – Nr 15 i B-dur, op.9:5
- Hob.III:24 – Nr 16 i A-dur, op.9:6

## Opus 17 (1771)
- Hob.III:26 – Nr 17 i F-dur, op.17:2
- Hob.III:25 – Nr 18 i E-dur, op.17:1
- Hob.III:28 – Nr 19 i C-moll, op.17:4
- Hob.III:30 – Nr 20 i D-dur, op.17:6
- Hob.III:27 – Nr 21 i Ess-dur, op.17:3
- Hob.III:29 – Nr 22 i G-dur, op.17:5

## Opus 20 (Solkvartetterna) (1772)
- Hob.III:35 – Nr 23 i f-moll, op.20:5
- Hob.III:36 – Nr 24 i A-dur, op.20:6
- Hob.III:32 – Nr 25 i C-dur, op.20:2
- Hob.III:33 – Nr 26 i g-moll, op.20:3
- Hob.III:34 – Nr 27 i D-dur, op.20:4
- Hob.III:31 – Nr 28 i Ess-dur, op.20:1

## Opus 33 (Ryska kvartetterna) (1781)
Tillägnade storhertig Paul I av Ryssland, därav namnet.
- Hob.III:41 – Nr 29 i G-dur (Hur står det till?), op.33:5
- Hob.III:38 – Nr 30 i Ess-dur (Gubbkvartetten), op.33:2
- Hob.III:37 – Nr 31 i h-moll, op. 33:1
- Hob.III:39 – Nr 32 i C-dur (Fågelkvartetten), op.33:3
- Hob.III:42 – Nr 33 i D-dur, op. 33:6
- Hob.III:40 – Nr 34 i B-dur, op. 33:4

## Opus 42 (1785)
- Hob.III:43 – Nr 35 i d-moll, op.42

## Opus 50 (Preussiska kvartetterna) (1787)
Tillägnade kung Fredrik Vilhelm II av Preussen.
- Hob.III:44 – Nr 36 i B-dur, op.50:1
- Hob.III:45 – Nr 37 i C-dur, op.50:2
- Hob.III:46 – Nr 38 i Ess-dur, op.50:3
- Hob.III:47 – Nr 39 i fiss-moll, op.50:4
- Hob.III:48 – Nr 40 i F-dur, op.50:5
- Hob.III:49 – Nr 41 i D-dur (Grodkvartetten), op.50:6

## Opus 51 (1787)
- Hob.III:50–56 – Jesu sju ord på korset, op.51 (transkription av ett orkesterverk)

## Opus 54 & 55 (Tost-kvartetterna I & II) (1788)
De tolv kvartetterna op.54, 55 och 64 är tillägnade violinisten Johann Tost från Wien.
- Hob.III:57 – Nr 42 i C-dur, op.54:2
- Hob.III:58 – Nr 43 i G-dur, op.54:1
- Hob.III:59 – Nr 44 i E-dur, op.54:3
- Hob.III:60 – Nr 45 i A-dur, op.55:1
- Hob.III:61 – Nr 46 i f-moll (Rakkniven), op.55:2
- Hob.III:62 – Nr 47 i B-dur, op.55:3

## Opus 64 (Tost-kvartetterna III) (1790)
- Hob.III:65 – Nr 48 i C-dur, op.64:1
- Hob.III:68 – Nr 49 i h-moll, op.64:2
- Hob.III:67 – Nr 50 i B-dur, op.64:3
- Hob.III:66 – Nr 51 i G-dur, op.64:4
- Hob.III:64 – Nr 52 i Ess-dur, op.64:6
- Hob.III:63 – Nr 53 i D-dur (Lärkkvartetten), op.64:5

## Opus 71 & 74 (Apponyi-kvartetterna) (1793)
Greve Anton Georg Apponyi, en släkting till Haydns arbetsgivare, betalade 100 dukater för att få dessa kvartetter dedicerade till sig.
- Hob.III:69 – Nr 54 i B-dur, op.71:1
- Hob.III:70 – Nr 55 i D-dur, op.71:2
- Hob.III:71 – Nr 56 i Ess-dur, op.71:3
- Hob.III:72 – Nr 57 i C-dur, op.74:1
- Hob.III:73 – Nr 58 i F-dur, op.74:2
- Hob.III:74 – Nr 59 i g-moll (Ryttarkvartetten), op.74:3

## Opus 76 (Erdödy-kvartetterna) (1796–97)
I gruppen finns den mest kända av Haydns stråkkvartetter, Kejsarkvartetten, med variationer över "Gott erhalte Franz, den Kaiser", som senare blev den tyska nationalsången.
- Hob.III:75 – Nr 60 i G-dur, op.76:1
- Hob.III:76 – Nr 61 i d-moll (Kvinten), op.76:2
- Hob.III:77 – Nr 62 i C-dur (Kejsarkvartetten), op.76:3
- Hob.III:78 – Nr 63 i B-dur (Soluppgångskvartetten), op.76:4
- Hob.III:79 – Nr 64 i D-dur, op.76:5
- Hob.III:80 – Nr 65 i Ess-dur, op.76:6

## Opus 77 (Lobkowitz-kvartetterna) (1799)
- Hob.III:81 – Nr 66 i G-dur, op.77:1
- Hob.III:82 – Nr 67 i F-dur, op.77:2

## Opus 103 (1803)
- Hob.III:83 –  Nr 68 i d-moll, op.103 (ofullbordad)